# Neogeophilus ixion
Neogeophilus ixion är en mångfotingart som beskrevs av Crabill 1969. Neogeophilus ixion ingår i släktet Neogeophilus och familjen Neogeophilidae. Inga underarter finns listade i Catalogue of Life.